# Stillup

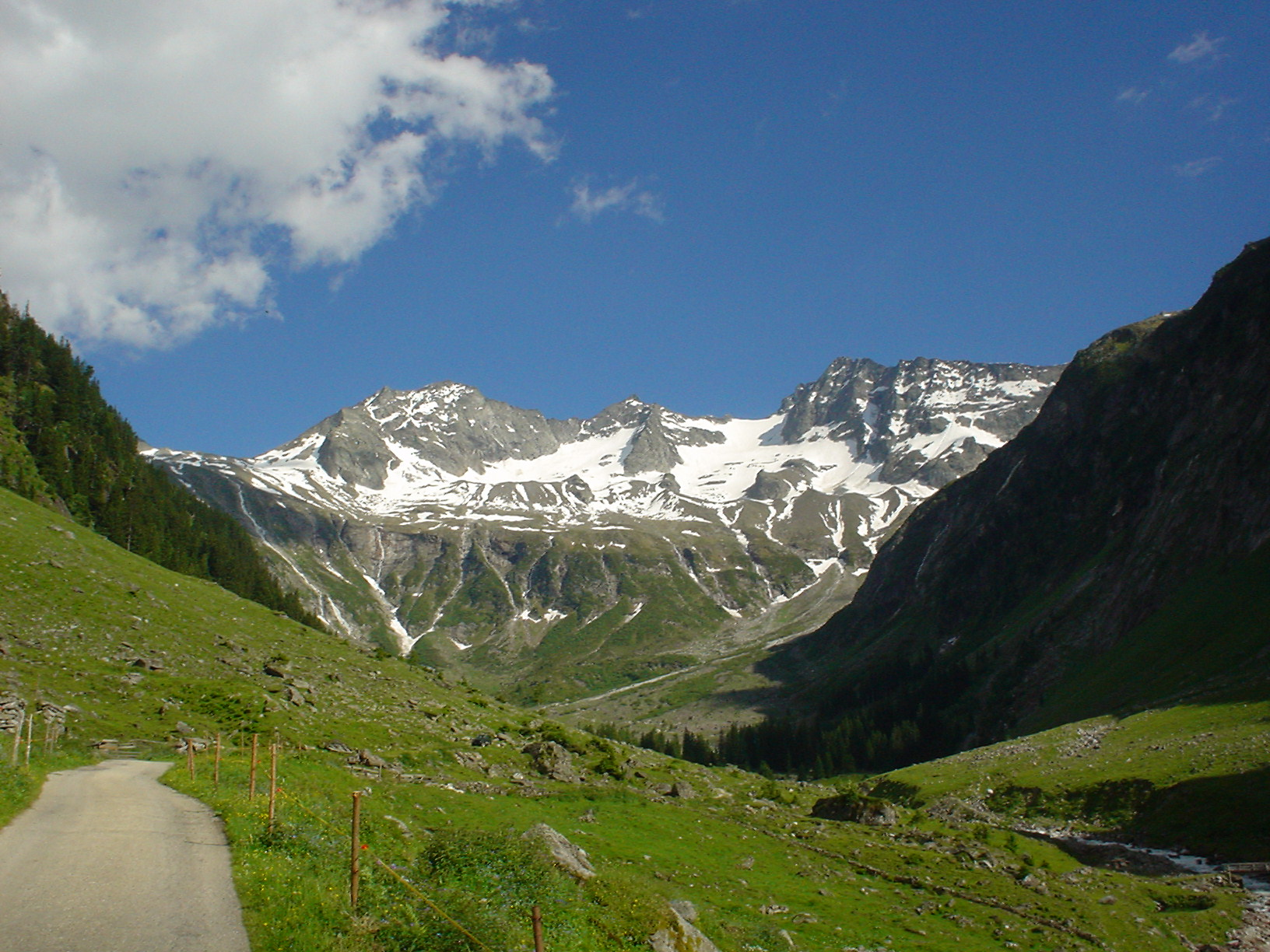
Oorsprong van de Stillup

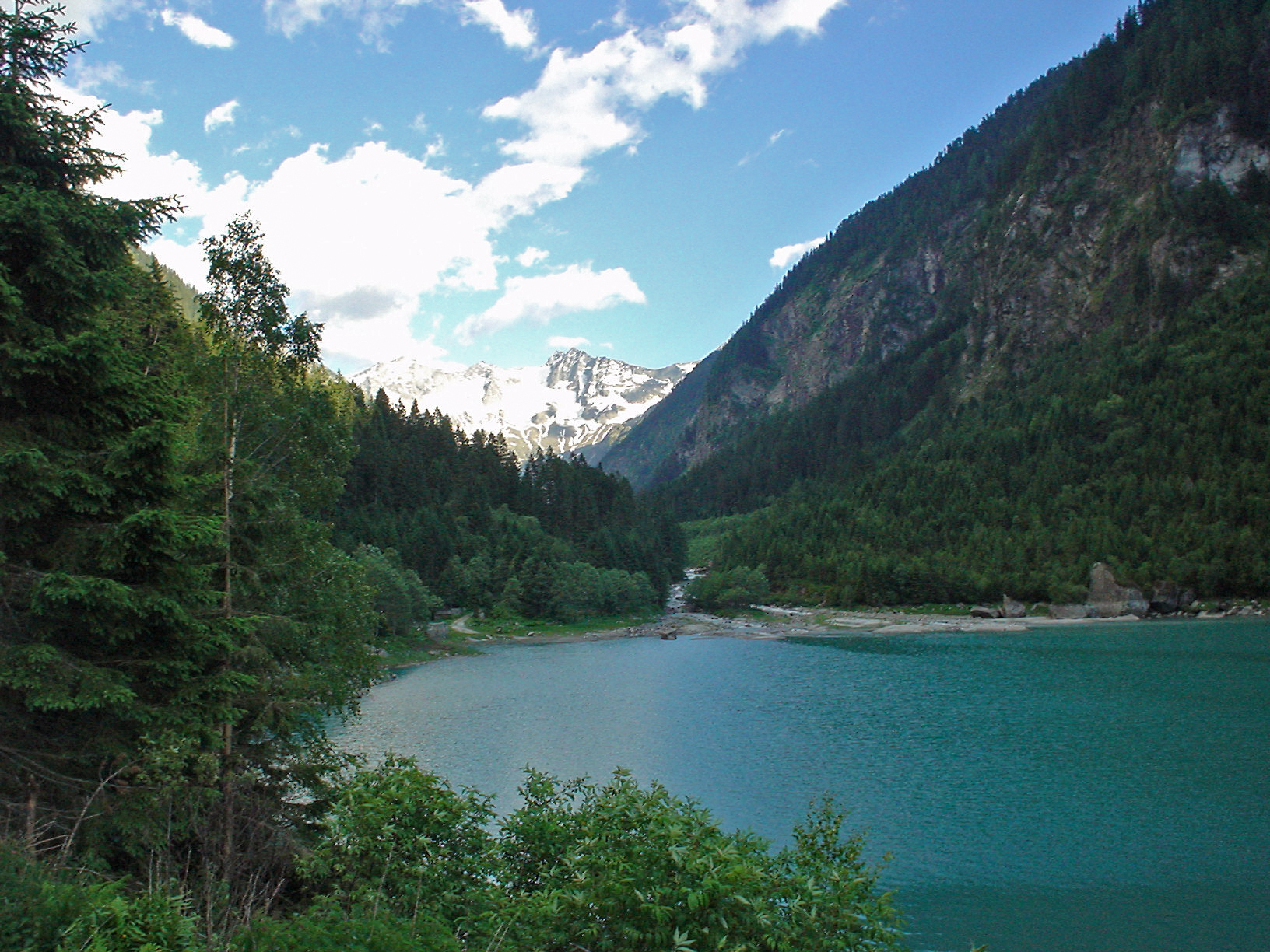
Monding van de Stillup in het stuwmeer

De Stillup is een rivier die ontspringt in de Zillertaler Alpen in het brongebied "Gfaller Grund" op 1900m hoogte. Hij mondt uit tussen Gstan en Mayrhofen in de Zemmbach. Van bron tot monding bedraagt het hoogteverschil 1300m waarbij het water een afstand aflegt van 15 km. 
De rivier wordt het hele jaar door aangevuld door smeltwater van de
- Lapenkees (Hoogte 2600 - 2900 m)
- Löfflerkees (Hoogte 2300 - 2900 m)
- Westliches Stillupkees (Hoogte 2300 - 2900 m)
- Östliches Stillupkees (Hoogte 2500 - 3000 m)